# Lepidophanes gaussi
Lepidophanes gaussi is een straalvinnige vis uit de familie van de lantaarnvissen (Myctophidae). De vis kan een lengte bereiken van 5 centimeter.

## Leefomgeving
Lepidophanes gaussi is een zoutwatervis. Hij leeft in diep water, hoofdzakelijk in de Atlantische Oceaan, tot een diepte van 850 meter.